# Kleopatra (software)
Kleopatra je grafický správce OpenPGP (GnuPG - GPG) a S/MIME klíčů a certifikátů. Pro operační systém Windows je součástí programové sady gpg4win, v Linuxu se instaluje standardně pomocí balíčkovacího systému. Samotné používání gpg z příkazové řádky může být obtížné a složité. Cílem programu Kleopatra je snížit tuto obtížnost použitím přívětivého grafického rozhraní.

## Použití
Kompletní správa klíčů a certifikátů pro asymetrické šifrování s veřejným klíčem. Nejčastěji se šifrování s veřejným klíčem používá při e-mailové komunikaci pomocí e-mailového klienta (Mozilla Thunderbird, Claws mail, Outlook ap.), kdy se zprávy zašifrují (znepřístupní nepovolaným) a zároveň digitálně podepíší (ověření pravosti a integrity).

## Charakteristika
Pokud se Alice a Bob rozhodnou pro chráněnou komunikaci, musí si oba vytvořit pár klíčů = 2 klíče, jeden soukromý (tajný), druhý veřejný. To mohou udělat buď z příkazového řádku příkazem gpg --full-gen-key nebo pohodlněji pomocí Kleopatry v menu soubor, New OpenPGP Key Pair..., kde se doplní název a e-mail. 
Veřejné klíče S/MIME (Secure/Multipurpose Internet Mail Extensions) používají pro ověření pravosti certifikační autoritu, kde je důvěra založená na tom, že důvěřujeme certifikační autoritě.
OpenPGP veřejné klíče používají pro ověření pravosti pavučinu důvěry (web of trust) nebo "důvěřuj při prvním styku - TOFU". Proto při vytvoření nových párů klíčů musí Alice i Bob poslat svůj veřejný klíč na server OpenPGP veřejných klíčů, kde Bob stáhne veřejný klíč Alice, důvěryhodným způsobem si ověří její otisk (fingerprint), podepíše ho a pošle zpět. To samé provede i Alice.
Hlavními identifikátory veřejného klíče jsou:
1. Název (jméno nebo přezdívka)
2. e-mailová adresa
3. ID klíče (Key ID)
4. Otisk (fingerprint)

Podle některé z těchto identit (2. - 4.) pak lze vyhledávat OpenPGP veřejný klíč na serveru klíčů.

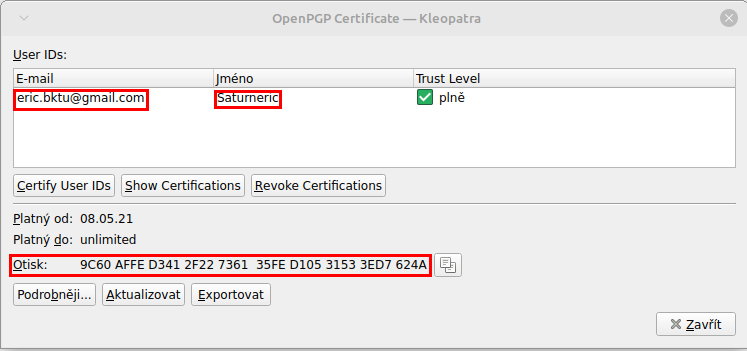
Hlavní identifikátory OpenPGP klíče